# NGC 5166
NGC 5166 (ook: NGC 5166A) is een spiraalvormig sterrenstelsel in het sterrenbeeld Jachthonden. Het hemelobject werd op 29 april 1827 ontdekt door de Britse astronoom John Herschel.

## Synoniemen
- UGC 8463
- MCG 5-32-26
- ZWG 161.62
- IRAS 13259+3217
- PGC 47234